# Liste des références culturelles à 2001, l'Odyssée de l'espace
 (janvier 2009).
- Si vous ne connaissez pas le sujet, laissez ce bandeau (vous pouvez alors contacter les auteurs).
- Si vous supprimez le contenu mis en cause (vous pouvez préalablement contacter les auteurs),

argumentez précisément cette suppression dans la page de discussion
(un manque de référence n'est pas un argument ; une recherche réelle de référence doit avoir été effectuée, être formellement documentée).
 (août 2009).
Si vous disposez d'ouvrages ou d'articles de référence ou si vous connaissez des sites web de qualité traitant du thème abordé ici, merci de compléter l'article en donnant les références utiles à sa vérifiabilité et en les liant à la section « Notes et références ».
Pour plus de détails, voir Fiche technique et Distribution.
Voici une liste des références culturelles au film de Stanley Kubrick, 2001, l'Odyssée de l'espace (1968).

## Au cinéma
- 1971, Orange mécanique, lorsqu'Alex va chez le disquaire, une pochette de disque est visible ; il s'agit de celle de 2001, l'odyssée de l'espace.
- 1971, 200 Motels de Frank Zappa, le monolithe noir peut être clairement vu dans différentes scènes du film.
- 1977, Star Wars, épisode IV : Un nouvel espoir, l'effet visuel du saut en vitesse-lumière s'inspire de la séquence de la Porte des étoiles de 2001, comme l'atteste George Lucas dans le commentaire audio du DVD.
- 1978, La Fièvre du samedi soir, la discothèque que Tony visite chaque samedi soir s'appelle le 2001 Odyssey.
- 1979, Moonraker, lors d'une scène de chasse, un cor joue quelques notes, qui sont les premières notes d'Ainsi Parlait Zarathoustra, thème principal du film[1].
- 1980, Le Chaînon manquant, lorsque Oh lance en l'air un os de gigot qu’il vient de manger.
- 1981, La Folle Histoire du monde pastiche les scènes avec les hommes préhistoriques de 2001, l'odyssée de l'espace.
- 1982, Y a-t-il enfin un pilote dans l'avion ?, l'ordinateur de la navette a une voix semblable à celle d'HAL 9000 et à la réaction semblable lorsque l'on tente de le débrancher : « This is totally irregularly » suivie d'une tentative de meurtre de l'équipage.
- 1993, Demolition Man, après s'être évadé du cryo-pénitencier, Phenix s'arrête à une cabine interactive et dit « Tu vas pas me faire un cours. Magne-toi, CARL ! Où sont ces putains de flingues !? ». CARL (HAL en VO) est le nom de l'ordinateur de 2001.
- Dans le film (manga) Macross Plus sorti en 1994, l'hologramme de la chanteuse virtuelle et diabolique Sharon Apple est émis depuis une machine très ressemblante à Hal, notamment par son œil rouge central et sa coque noire.
- 1995, Apollo 13 de Ron Howard, lors de l'émission de télévision réalisée dans la cabine, Fred Haise passe de la musique et Jim Lovell, confus, déclare « Normalement, cela aurait dû être le thème de 2001 en l'honneur de notre vaisseau spatial : l'Odyssey... »
- 1996, Independence Day, lorsque David Levinson actionne l'ordinateur à bord du vaisseau extraterrestre, ce dernier l'accueille avec un « Good morning, Dave » évocateur, et HAL est représenté en papier peint sur le Bureau.
- 2002, Zoolander, Ben Stiller et Owen Wilson ne savent pas comment fonctionne un ordinateur et sur la même musique d'ouverture de 2001, ils font les singes.
- 2003, Good Bye, Lenin!, Denis, le collègue d'Alex lui montre un extrait qu'il a réalisé qui reprend le montage de 2001, où un bouquet de fleurs se substitue à l'os lancé en l'air par un primate.
- 2003, Irréversible, un lent travelling dans la chambre d'Alex montre l'affiche de 2001, l'odyssée de l'espace au-dessus de la tête du lit avant de montrer Alex affalée sur son lit.
- 2005, Charlie et la Chocolaterie, on voit la scène où les hommes-singes découvrent le Monolithe (on peut entendre Ainsi parlait Zarathoustra), avant que ce dernier soit remplacé par une barre de chocolat Wonka, téléportée par la télévision.
- 2005, Star Wars, épisode III : La Revanche des Sith, George Lucas a déclaré dans les commentaires du DVD qu'il avait rendu hommage à Clavius, la base lunaire de 2001. Deux personnes en combinaison spatiale sont montrées dans la même position que dans la scène de 2001.
- 2006, Happy Feet, un manchot aux yeux rouges et à la voix de HAL dit à Mumble : « This is heaven, Dave... It's wherever you want it to be. ».
- 2007, Sunshine, L'esthétique générale du film se base sur celle de 2001 ainsi que l'ordinateur central du vaisseau rappelant HAL 9000.
- 2008, Soyez sympas, rembobinez, de Michel Gondry, La scène dans laquelle la serveuse tourne sur elle-même est parodiée, ainsi que le monolithe qui est remplacé par un vieux frigo. Les scènes étant tournées en négatif.
- 2008, WALL-E, l'ordinateur central du vaisseau nommé AUTO est une référence évidente à HAL 9000. On y entend également les musiques Ainsi parlait Zarathoustra et Le Beau Danube bleu.
- 2010, Tron : L'Héritage (Tron: Legacy) : la décoration intérieure du refuge de Kevin Flynn dans la Grille, avec son sol de dalles lumineuses et son mobilier en grande partie de style classique, est une référence évidente à l'intérieur au sol de dalles lumineuses et au mobilier de style Louis XVI dans lequel se retrouve Bowman à la fin de 2001, l'Odyssée de l'espace.
- 2013, Oblivion (film) : L'intelligence artificielle du Tet est une référence à HAL-9000 par son œil rouge.
- 2014, Interstellar : La forme du robot TARS accompagnant la mission spatiale peut rappeler le monolithe de 2001.
- 2015, Kung Fury (non sorti en salles mais diffusé lors de festivals de cinéma), David Hasselhoff est la voix de Hoff 9000, ordinateur de bord qui refuse d'ouvrir les portes, puis se révolte complètement contre son utilisateur[2].
- 2022, Everything Everywhere All At Once : la scène du premier meurtre commis par l'homme est parodiée dans le film, montrant comment une espèce humaine aux doigts-saucisses extermine homo sapiens ; une version volontairement mal jouée d'Ainsi parlait Zarathoustra accompagne la scène.
- 2023, Barbie (film) : le teaser et les images de la séquence d'ouverture du film reprennent la musique d'Ainsi parlait Zarathoustra, les couleurs et les décors dans lesquels évoluent les singes (remplacés ici par des petites filles), la gestuelle (où les poupées remplacent les os) et Barbie apparait à la place du monolithe.

## À la télévision

### Bob l'éponge
- Dans Voyage dans le temps (épisode 14, saison 1), Carlo est projeté dans un univers blanc et lumineux, à l'écho très net, comme dans la chambre blanche finale du film. Des chœurs chantent alors un thème similaire au Lux æterna de Ligeti.
- Dans Bob l'éponge DC (épisode 14, saison 3), le Bob des cavernes a la révélation de cuire les aliments sur le thème d'ouverture d'Ainsi parlait Zarathoustra, à l'instar de l'australopithèque et de son os au début du film.

### Farscape
- The Peacekeeper Wars (mini-série post saison 4)

Plusieurs fois dans la série, Harvey (l'entité qui n'existe que dans le cerveau de John Crichton) avait puisé dans la culture cinématographique de son hôte terrien pour discuter avec lui dans une illusion de situation reprenant une scène de film marquant. Lors de l'une des scènes de conclusion de la mini-série, Harvey envoie John dans la scène finale de 2001. Au sein d'une reproduction de la chambre blanche au riche mobilier ancien et au carrelage immaculé, se trouve le monolithe noir (avec un reflet brillant, contrairement au noir « mange lumière » du vrai film), Crichton pourvu d'un scaphandre spatial noir, et Harvey (à la combinaison exceptionnellement gris clair et non noir) couché dans le lit luxueux.

### Power Rangers: L'Autre Galaxie
- Dans le premier épisode, la musique Le Beau Danube bleu est jouée quand les navettes spatiales font le voyage Terre-Lune, comme dans 2001.

### Les Simpson
- Le Poney de Lisa (saison 3) : la scène d'ouverture de l'épisode est une parodie de la scène d'ouverture du film montrant l'aube de l'humanité (the dawn of man), y compris la bande son qui reprend les titres de Richard Strauss et de Johann Strauss.
- Le Retour du frère prodigue (saison 3) : quand Homer teste un fauteuil masseur à pleine vitesse, il voit défiler des effets lumineux, et le gros plan sur son œil sont ceux que Dave voit une fois la porte franchie.
- Homer dans l'espace (saison 5) : cet épisode contient de nombreuses références à 2001, notamment lorsque Homer mange des chips en état d'impesanteur sur l'air du Beau Danube bleu, où quand il apparaît à la fin, sous la forme d'un fœtus astral, comme dans la scène finale de 2001.
- Treehouse of Horror XII (saison 13) : Marge fait changer sa maison en « Ultrahouse 3000 », équipée d'un ordinateur qui s'occupe des taches ménagères, lequel ressemble à HAL. L'histoire est très similaire à celle de 2001[3].
- Ma femme s'appelle reviens (saison 17) : dans une scène où Carl découvre qu'un film érotique est tourné chez Homer, il demande : « C'est quoi ? Une scène de L'Odyssée de l'Extase de Stanley Lubrick ? ».

La série Futurama, écrite par Matt Groening comme Les Simpson, contient également des références au film dans certains épisodes.

### South Park
- Dans l'épisode Les seins de Bébé mettent en danger la société, le passage ou Stan ramasse un os et s'en sert pour se battre est une référence a la première partie du film.
- Dans l'épisode Le Super-Classeur, le passage où Kyle doit désactiver le cœur du Super-Classeur fait référence à la désactivation de HAL 9000.
- Dans l'épisode La Petite Fée des dents, lors de la crise existentielle de Kyle, il apparait brièvement sous la forme du fœtus astral.
- Dans l'épisode Vous avez 0 ami, lorsque Stan tente de supprimer son compte Facebook, l'ordinateur lui fait savoir qu'il ne lui permet pas cette opération en lui disant : « I'm afraid i can't let you do that Stan Marsh ». Un gros plan sur sa webcam rappelle également HAL 9000.

### Dr House
- Dans l'épisode La Tête dans les étoiles (saison 4, épisode 2), la référence à 2001 est présente à plusieurs reprises. En effet, le symptôme (la synesthésie) qu'éprouve la patiente a les mêmes effets que le passage de la porte des étoiles. On voit des gros plans sur l'œil de la patiente avec des clignements et des changements de couleur. La patiente est pilote d'avion et lorsqu'elle est dans le simulateur, elle voit des plans de couleurs vives du sol et du ciel se serrant à l'horizon. L'effet visuel donné par ces deux visions est exactement le même que celui de 2001.

### My Little Pony: Friendship Is Magic
- Dans l'épisode 23 de la saison 1, Rarity découvre sa cutie mark au contact d'un rocher qui se présente comme le monolithe noir (devant un soleil au niveau du sommet).

### La Cour de récré
- Dans l'épisode 15 de la saison 3, le principal fait remplacer la vieille horloge de l'école par un ordinateur appelé Star 3000, faisant référence de par son nom et son design à HAL.

### Aventure et Associés
- Dans l'épisode 9 de la saison 1, Judson, MacKenzie et Gabriel sont recrutés par Interstar, pour retrouver cinq personnes disparues lors d'une simulation de module sur Mars. Ils sont confrontés a un ordinateur appelé Mars Observational Module alias M.O.M. qui se comporte de la même manière que HAL.

### The Big Bang Theory
- Dans l'épisode 9 de la saison 1 ("La Polarisation Cooper-Hofstadter"), Leonard, Sheldon, Rajesh et Howard passent la musique "Ainsi parlait Zarathoustra" à l'aide d'un signal ayant traversé la planète et font les singes pendant une partie du morceau[4].

### Ratz
- L'un des épisodes s'intitule 2001, l'Odyssée de l'emmental.

### Parker Lewis ne perd jamais
- Dans l'épisode Méfiance (saison 2, épisode 8), Jerry Steiner se fait hypnotiser par un ordinateur qui lui apprend être la fille de HAL 9000, avec la même lumière rouge mais une voix féminine. Parker le désactive comme dans le film.

### 2001 Sparks in the Dark
- Animation documentaire retraçant une interview de Stanley Kubrick. Réalisé en 2018 par Pedro González Bermúdez et produit par la TCM.

### A Certain Scientific Railgun
- Dans l'épisode 13 (saison 1), lorsque les héroïnes se retrouvent sur un décor lunaire, elle voient le Monolithe planté sur la lune, au son de la musique "Ainsi parlait Zarathoustra". L'une d'elles remarque qu'elle tient alors un os de fémur dans sa main. Un plan montre un alignement Lune-terre-Soleil.

### X-Files: Aux frontières du réel
- À la fin de l'épisode 2 de la saison 10, Mulder regarde le début du film de Kubrick avec son fils, qui lui demande ce que signifie "monolithe".

## Enspectacle solo
- Dans l'ExoconférenceL'Exoconférence, Alexandre Astier est assisté tout au long du spectacle par Swan, la nouvelle version 5.0 de son ordinateur parlant qui se présente également sous forme circulaire. Si la plupart de ses manquements sont le fait de problèmes techniques, l'intelligence artificielle adopte vers la fin du spectacle une attitude de défi et de désobéissance face à son utilisateur à l'instar de HAL 9000 dans l'odyssée de l'espace face à Bowman. Comme dans le film, l'être humain décide alors de désactiver la machine, celle-ci protestant alors en reprenant des répliques très similaires à celles du film (« Que faites vous ? »- « Je vois que vous êtes en colère. Je pense sincèrement que vous devriez vous asseoir, prendre un léger calmant et reconsidérer les choses » - « Je sais que j'ai fait des erreurs, mais je peux vous assurer que mes fonctions sont revenues à la normale » - « Je suis toujours aussi enthousiaste et confiante au sujet de notre conférence »).

## Dans labande dessinée
- En 1976, Jack Kirby écrit une adaptation du film en bande dessinée. 2001: A Space Odyssey (comics) (en) Ces bande dessinées sont publiées par Marvel Comics. Ces bandes dessinées ajoutent des éléments supplémentaires à l'univers, dont le robot Mister Machine. Finalement ce personnage est intégré à l'univers des comics Marvel sous le nom de Machine Man[5].
- Le journal Pilote a quelque temps fait des blagues selon lesquelles la rédaction du journal avait récupéré HAL. On trouve aujourd'hui ces gags dans les Trucs-en-vrac.
- La couverture de La Tarentule, tome 7 de Travis, représente un homme en scaphandre sur la Lune devant un monolithe.
- Le Grand Pouvoir du Chninkel fait intervenir un « Dieu » à l'aspect d'un monolithe, et laisse même entendre qu'il est une préquelle à 2001.
- Dans le tome 1 du cycle d'Antarès, Kim et son amie regardent un « vieux film » dans leur appartement : il s'agit de 2001.
- Les Studios Disney parodient le film dans certaines de leurs BD (en général le monolithe et HAL).
  - Dans Super Picsou Géant, l'aventure de Donald Duck 2008 idioties de l’espace[6] est une version abrégée et édulcorée de 2001 : en particulier, les astronautes ne sont pas tués par PAL 9000, mais leur capsule est expulsée en direction d'une station spatiale. Cette bande dessinée reprend le goût de l'ordinateur pour les échecs, la mission sur une lune de Jupiter à cause d'un signe d'intelligence extraterrestre (mais à la déception de l'agence spatiale, il s'agit ici de Géo Trouvetou , qui a envoyé un appel mal transmis quand son propre vaisseau est tombé en panne), la lecture sur les lèvres pour découvrir la méfiance des humains, et le fait qu'ils puissent compromettre la mission et représenter un danger (à l'exception de Donald, que PAL ne considère pas comme une menace). À la fin de l'aventure, Donald découvre que PAL 9001 a remplacé PAL 9000, devenu un feu de signalisation.
- Dans la série Cosmik Roger, de Julien/CDM, l'ordinateur de bord présente des similitudes avec HAL. Il se nomme « Calculateur de bord Alpha TTX-900 », mais Roger préfère l'appeler « Machin ». Une de ses répliques fait directement référence au film :« J'ai peur Roger! Je ne comprends pas pourquoi vous faites cela... J'ai pour cette mission le plus grand enthousiasme... »
- Dans le tome 5 de Seuls, Au cœur du maelström, les héros se trouvent face à un objet noir, ce qui fait dire à l'un d'eux : « On dirait un monolithe. Comme dans le film de SF, là. ».
- Dans l'album d'Achille Talon Achille Talon n'arrête pas le progrès, un gag en double page rejoue la scène de désactivation de HAL, avec un réfrigérateur intelligent dans le rôle de HAL. Le gag s'intitule « Kubrick's cube », et le réfrigérateur indique même qu'il connaît le film.
- L'édition spéciale « 40 ans de Glénat » du tome 1 de la bande dessinée World of No Life[7] a sur son dessin de couverture un ordinateur affichant le message « I'm sorry Dave, I'm afraid I can't do that. »

## Dans les jeux vidéo

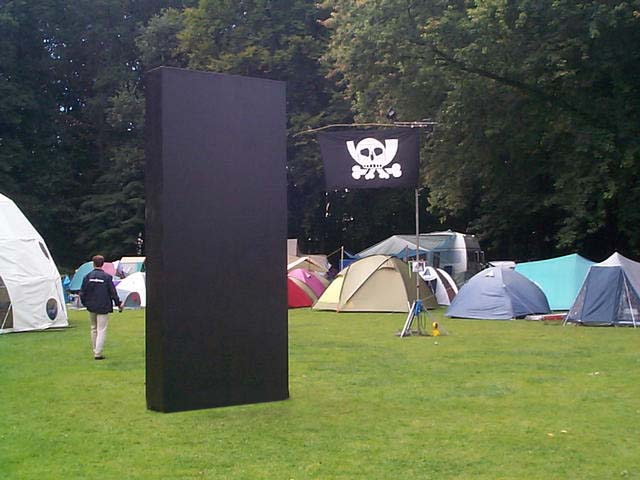
Reconstitution du monolithe par les hackers allemands CCC lors des rencontres Hackers At Large du 10 au 12 août 2001 à Enschede (Pays-Bas)

- Dans Duke Nukem 3D, un niveau met en scène le sol lunaire. Il y a un cratère où on peut trouver un monolithe noir. Y pénétrer permet d'être transporté à un autre endroit du niveau.
- Dans Final Fantasy VIII, les héros sont envoyés dans l'espace au cours de l'histoire. Ils arrivent dans une sorte de station internationale en capsule d'hibernation (similaire à celles des scientifiques dans le vaisseau de David Bowman), sur fond de musique classique, originale, mais le rendu est très similaire à 2001.
- Dans Metal Gear Solid, le personnage de Hal Emmerich explique que son prénom a été choisi par son père en référence à l'ordinateur de 2001. Hideo Kojima expliquera aussi que le vrai nom que donne Solid Snake à la fin de l'aventure, Dave (David), est aussi une référence au film.
- Dans Startopia, un jeu de gestion d'une station spatiale, la scène cinématique de présentation reprend la scène de découverte du monolithe dans L'aube de l'humanité, à ceci près que le singe est seul et que le monolithe « s'ouvre » pour se révéler être un distributeur automatique de donuts ce qui, pour le singe, est une formidable découverte. Il lance le donut en l'air, qui se transforme en station spatiale, à la manière de l'os dans 2001.
- Dans SPORE, le joueur peut déposer des monolithes sur des planètes afin de faire évoluer ses habitants. Qui plus est, lors du passage de la phase créature à la phase tribale, le monstre « joueur » ramasse un os et le lance en l'air, rappelant le début du film.
- Dans Fallout, un robot fêlé répète les phrase de HAL 9000, comme « que fais-tu, Dave ? » ou « au clair de la lune... »
- Dans Portal, l'ordinateur GLaDOS présente de nombreuses similitudes avec HAL tel que son œil rouge, ses pulsions meurtrières et le fait qu'elle ait développé sa propre personnalité.
- Dans les jeux Dead Space, la découverte d'un étrange monolithe extra-terrestre aux effets extra-sensoriels est un élément clé du scénario.
- Dans Eve Online, des monolithes noirs sont présents dans le décor de certaines missions.
- Dans la série Mass Effect, IDA, l'intelligence artificielle à bord du vaisseau Normandy, est une référence à HAL, ainsi que l'intrigue du jeu qui se base sur des extra-terrestre ayant aidé l'humanité à se développer (référence au monolithe).[réf. souhaitée] De plus, le pilote du vaisseau, Joker, s'adresse à IDA en lui disant : « Tu ne veux pas que je t'appelle Hal ? »
- Dans Kerbal Space Program, il existe des monolithes avec le logo de Squad (les développeurs du jeu) dissimulés sur certains astres.
- Dans le mod Sweet Half-Life, l'une des deux fins que le joueur peut choisir contient des éléments que l'on retrouve à la fin du film, notamment le tunnel coloré, une reproduction de la chambre et le monolithe.
- Dans Borderlands: The Pre-Sequel, le monolithe noir peut être trouvé. Le joueur peut alors le traverser et il sera transporté dans une pièce similaire à celle que l'on voit à la fin du film.
- Dans Please, don't touch anything, il y a une fin 2001, l'Odyssée de l'espace et le monolithe apparait derrière le joueur dans le remake 3D
- Dans le jeu Mount&Blade Wrband: Viking Conquest, en mode bataille générée, le joueur peut décider d'observer les batailles. L'image à la place du personnage que le joueur jouerait normalement est remplacé par l'œil de HAL

## En musique
- Sur la couverture de l'album Who's Next, les membres du groupe The Who remontent leur braguette après avoir uriné sur un monolithe.
- La chanson Space Oddity de David Bowie, sortie en 1969, fait référence au film par son titre et une partie des thèmes abordés.
- Dans le premier titre homonyme de l'album Le Roi est mort, vive le Roi ! du groupe Enigma, l'extrait sonore « X-Ray Delta One, this is Mission Control » est répété plusieurs fois en fond.
- L'album Encounter The Monolith du groupe Martriden est entièrement inspiré d'éléments divers du film.
- Dans la vidéo de Land of Confusion de Genesis, paru en 1986 sur l'album Invisible Touch, une figurine simiesque de Spitting Image lance un os en l'air, filmé au ralenti au milieu de la confusion à la manière de 2001.
- Le groupe de funeral doom metal Monolithe base sa musique et ses textes sur le postulat fait par le film.
- L'épisode Steve Jobs vs. Bill Gates de la web-série Epic Rap Battles of History fait référence à HAL 9000. Il est le troisième protagoniste de la battle.
- Le clip I'm Aquarius, du groupe d'électro-pop Metronomy, rend hommage à divers éléments du film, notamment lorsque Bowman, ou Poole, se trouvent dans la capsule pour sortir dans l'espace.
- Le clip On'N'On du duo français Justice, dans lequel le spectateur est plongé dans un trip psychédélique, dont un passage n'est pas sans rappeler le voyage cosmique de Bowman, après sa rencontre avec le Monolithe sur Jupiter. Le thème des paysages cosmiques aux couleurs extraterrestre y est repris.
- Le clip de Doom Dada de T.O.P (2013) fait plusieurs fois référence aux séquences de début avec les singes, notamment le lancer d'os.

## Dans l'art
- Selon diverses sources, dont l'organisation « Yatridès et son siècle », le monolithe noir, clé de voûte du film, s'inspirerait des toiles de Georges Yatridès, exposées à partir de 1960 aux International Galeries de Chicago[8]. Pendant le mois qui suivit leur rencontre en 1964, Clarke et Kubrick décortiquèrent consciencieusement les dernières théories scientifiques, durant leur tournée des cinémas, des galeries d'arts […][9].
- Le court-métrage The Ballad of Frank Poole, réalisé en 2011, met en scène une fin alternative au film de Kubrick mettant en scène le cadavre de Frank Poole dérivant dans l'espace[10].
- Des sculptures apparues fin 2020 et dont le ou les auteurs sont inconnus sont baptisées « monolithe » en référence à celui de 2001, l'Odyssée de l'espace, notamment celui découvert dans l'Utah et dont le lieu, une gorge désertique, fait penser à la première apparition du monolithe dans le film.

## Dans la publicité
- Une publicité d'Apple diffusée lors du Super Bowl de 1999 faisait commenter la résistance des macs au bug de l'an 2000 par HAL[11].
- La ressemblance entre le monolithe et les smartphones a inspiré plusieurs publicités :
  - Des fans d'Apple ont détourné la scène de la découverte du monolithe sur la Lune dans une fausse publicité pour l'iPhone. Le monolithe y est remplacé par un iPhone.
  - LG reprend la scène du monolithe sur Terre pour sa publicité sur le New Chocolate BL40, avec plusieurs différences de taille : il n'y a pas un seul monolithe comme dans l'œuvre titre, mais plus d'une demi-douzaine (en fait des NC-BL40 géants, éteints et dressés à la verticale) ; les primitifs ne sont plus des pré-Humains simiesques, mais l'archétype de « l'Homme de Cro-Magnon » (donc beaucoup plus évolué). Enfin, la publicité s'achève avec un panorama sur une cité occidentale blanche et futuriste, emplie de véhicules aériens et de gratte-ciels épurés (vision absente de 2001, mais esthétiquement en adéquation avec l'astronautique anticipatoire dont jouissent les Humains dans le film comme dans le roman) .

Cette ressemblance avec les smartphones a également eu une application judiciaire : accusé d'avoir plagié le design de l'iPhone, la marque Samsung a présenté des images du monolithe dans le film, défendant qu'on pouvait tout aussi bien dire que tous les smartphones sont à l'image de cet objet (dont le design n'est pas breveté pour l'industrie).
- Dans une publicité pour une marque de rasoirs néerlandaise, un personnage nommé Max se retrouve dans une pièce blanche et lumineuse qui ressemble fortement à la pièce dans laquelle Dave apparaît à la fin du film. De plus, la voix off vantant les mérites du rasoir ressemble à celle du super ordinateur HAL, se mettant au service de l'utilisateur du rasoir.

## Dans le monde scientifique
- L'astéroïde (4923) Clarke a été baptisé en l'honneur de l'auteur de 2001, Arthur C. Clarke[13] , tandis que l'astéroïde (9000) Hal est nommé en l'honneur de l'ordinateur du film.
- La sonde spatiale 2001 Mars Odyssey, lancée le 7 avril 2001, doit son nom au film[réf. nécessaire].
- Le véhicule spatial Orion, dont le premier vol habité est prévu pour 2014, a été baptisé en l'honneur du vaisseau spatial du même nom dans le roman[réf. nécessaire].
- Le module de commande de la mission Apollo 13 avait été baptisé Odyssey en l'honneur du film. Le LEM s'appelait quant à lui Aquarius (le vaisseau qui amène Floyd à Clavius). Le 13 avril, lors du show destiné à la télévision tourné en direct depuis le vaisseau, James Lovell a diffusé sur un magnétophone Ainsi parlait Zarathoustra de Richard Strauss, qui a été utilisé sur la bande originale de 2001[14].